# Campeonato Sudamericano de Remo 2012
El Campeonato Sudamericano de Remo de 2012 realizó en Tranque La Luz de Curauma en la ciudad de Valparaíso, Chile, en 2012.  Contó con la invitación de México y El Salvador. El ganador del torneo fue Argentina quien lideró el medallero con 10 oros.

## Medallero General
| Núm. | País      | Oro | Plata | Bronce | Total |
| ---- | --------- | --- | ----- | ------ | ----- |
| 1º   | Argentina | 10  | 5     | 2      | 17    |
| 2º   | Chile     | 4   | 8     | 1      | 13    |
| 3º   | Brasil    | 4   | 3     | 4      | 11    |
| 4º   | México    | 2   | 2     | 0      | 4     |
| 5º   | Perú      | 0   | 1     | 3      | 4     |
| 6º   | Paraguay  | 0   | 0     | 3      | 3     |
| 7º   | Uruguay   | 0   | 0     | 2      | 2     |